# العلاقات الأسترالية الروسية
تعود العلاقات بين أستراليا وروسيا إلى عام 1807، عندما وصلت السفينة الحربية الروسية نيفا إلى سيدني ضمن إبحارها حول العالم. تأسست العلاقات القنصلية بين أستراليا والإمبراطورية الروسية عام 1857. تأسست العلاقات الدبلوماسية بين أستراليا والاتحاد السوفيتي عام 1942، وافتُتحت السفارة الأسترالية الأولى عام 1943. في الوقت الحالي، تدهورت العلاقات بين البلدين بشدة بعد التدخل العسكري الروسي في أوكرانيا، وكذلك الاشتباه بضلوعها في إسقاط رحلة الخطوط الجوية الماليزية رقم 17 التي أودت بحياة 38 أستراليًا. اختُبرت العلاقات مع وصول بوتين لحضور قمة مجموعة العشرين لعام 2014 في بريسبان، كوينزلاند، في أثناء وجود تقارير عن اقتراب سفن حربية روسية من المياه الأسترالية. وفقًا لدراسة استقصائية أجراها مشروع مركز بيو للمواقف العالمية في عام 2017، يملك 37% من الأستراليين رؤية إيجابية تجاه روسيا، بينما أعرب 55% منهم عن رؤية غير إيجابية.

## التاريخ والخلفية

### الإمبراطورية الروسية

#### 1898-1803
كان بطرس الأكبر على دراية بقارة هولندا الجديدة من خلال علاقاته مع الهولنديين، وقد حاولت الإمبراطورية في القرن الثامن عشر الوصول إلى القارة الأسترالية عدة مرات، ولكن دون جدوى.
تعود الاتصالات بين روسيا وأستراليا إلى عام 1803، عندما كتب وزير خارجية المستعمرات اللورد هوبارت إلى حاكم ولاية نيو ساوث ويلز فيليب غيدلي كينغ فيما يتعلق بأول رحلة بحرية روسية حول العالم أجراها آدم يوهان فون كروسنسترن ويوري ليسيانسكي. عندما كانت الإمبراطوريتان الروسية والبريطانية حليفتين في الحرب ضد نابليون، أبحرت السفينة الحربية الروسية نيفا إلى بورت جاكسون في 16 يونيو 1807، مع القبطان لودفيغ فون هاغمايستر على دفة القيادة. استقبل الحاكم ويليام بلاي القبطان هاغمايستر وضباط السفينة بكثير من الترحيب، ودعاهم إلى دار الحكومة لتناول العشاء مع حفل راقص. كانت هذه بداية الاتصالات الشخصية بين الروس والأستراليين، واستمرت السفن الروسية في زيارة الشواطئ الأسترالية، خاصةً كمحطة توقف في أثناء طريقها لتزويد مستعمرات الإمبراطورية في أمريكا الشمالية. أمضى سوفوروف بأمر من القبطان ميخائيل لازاريف اثنين وعشرين يومًا في نيو ساوث ويلز عام 1814، عندما وصلت أخبار عن هزيمة نابليون، وأعقب ذلك زيارة عام 1820 لأوتكريتي وبلاغوناميريني. في عام 1820، وصل فابيان غوتليب فون بيلينغسهاوزن وميخائيل فاسيلييف إلى نيو ساوث ويلز، على متن سفينتي الأبحاث للمنطقة القطبية الجنوبية فوستوك وميرني، تحت قيادة ميخائيل لازاريف. عاد بيلينغسهاوزن إلى سيدني بعد اكتشاف القارة القطبية الجنوبية، وقضى الشتاء هناك بدعوة من الحاكم لاكلان ماكواري. لعب ماكواري الدور الأكبر في التعبير عن حب روسيا في المستعمرة، ضامنًا أن يشعر الزوار الروس بالترحيب. في أثناء وجوده في سيدني، جمع بيلينغسهاوزن معلومات حول المستعمرة، ونشرها في روسيا تحت عنوان ملاحظات قصيرة على مستعمرة نيو ساوث ويلز. كتب أن «شميت»، عالم الطبيعة المرتبط ببعثة لازاريف، قد اكتشف وجود ذهب بالقرب من هارتلي، الأمر الذي جعله أول شخص يكتشف الذهب في أستراليا. في أثناء وجودهم في سيدني، في 27 مارس 1820، دُعي مسؤولون من المستعمرة إلى متن فوستوك للاحتفال بعيد الفصح الأرثوذكسي، فكانت هذه المرة الأولى التي عُقد فيها طقس أرثوذكسي روسي في المستعمرات الأسترالية.
على الرغم من أن روسيا وبريطانيا كانتا حليفتين ضد نابليون، فقد تسبب الاستيلاء على باريس عام 1814 من قبل الجيش الإمبراطوري الروسي في ذعر البريطانيين فيما يتعلق بنيّة القيصر ألكسندر بتوسيع النفوذ الروسي الذي يتنافس مع طموحات بريطانيا الإمبريالية. تسببت زيارات أخرى إلى مستعمرة نيو ساوث ويلز في عام 1823 من قبل روريك وأبولون، إلى جانب زيارات عام 1824 من قبل لادوغا وكريزر، في قلق سلطات المستعمرة، التي أعربت عن مخاوفها أمام لندن. في عامي 1825 و1828، زارت سفينة إيلينا أستراليا وتلتها كروتكي في عام 1829، وأميريكا في عامي 1831 و1835. أصبحت زيارات السفن الروسية إلى خليج سيدني كوف شائعة جدًا لدرجة أن مكان رسوّها بالقرب من خليج نيوترال أصبح معروفًا باسم النقطة الروسية، ما أدى إلى زيادة الشعور بالقلق في المستعمرات. بحلول أواخر ثلاثينيات القرن التاسع عشر، تدهورت العلاقات بين روسيا وبريطانيا، وفي عام 1841 قررت حكومة نيو ساوث ويلز إقامة تحصينات في بينشغوت لصد غزو روسي يُخشى حدوثه. تبع ذلك إقامة تحصينات في كوينزكليف، وبورتسي، وجُزُر مَد في خليج بورت فيليب في ملبورن، وحصلت تنسيقات مماثلة على نهر تامار بالقرب من لونسيستون وعلى ضفاف نهر ديروينت في خليج ساندي وفي هوبارت. عندما انخرطت أستراليا في «حمّى الذهب» في الأربعينيات والخمسينيات من القرن التاسع عشر، بالتزامن مع حرب القرم بين المملكة المتحدة وروسيا، استحوذ على المستعمرة رهاب من غزو روسي، وازدادت فيها مشاعر معاداة الروس. في عام 1855، أقامت المستعمرة تحصينات حول دار الأميرالية وأكملت بناء حصن دينيسون على جزيرة بينشغوت، إذ أدى ظهور أسطول المحيط الهادئ للبحرية الإمبراطورية الروسية إلى زيادة الخوف من الغزو الروسي للمستعمرات، وانتشرت شائعات بغزو الروس لميناء ملبورن. أدت تدفقات الروس والمهاجرين الناطقين بالروسية التي بدأت تزداد في خمسينيات القرن التاسع عشر، وطبيعة العلاقات الودية بين ممثلي الحكومات الروسية والأسترالية، إلى تعيين قنصلين فخريين روسيين عام 1857؛ هما جيمس داميون في ملبورن وإي إم بول في سيدني.

## مقارنة بين البلدين
هذه مقارنة عامة ومرجعية للدولتين:
| وجه المقارنة                                              | أستراليا                                   | روسيا                                   |
| --------------------------------------------------------- | ------------------------------------------ | --------------------------------------- |
| المساحة (كم2)                                             | 7.69 مليون                                 | 17.08 مليون                             |
| عدد السكان (نسمة)                                         | 24.51 مليون                                | 146.80 مليون                            |
| الكثافة السكانية (ن./كم²)                                 | 3.19                                       | 8.59                                    |
| العاصمة                                                   | كانبرا، ملبورن                             | موسكو                                   |
| اللغة الرسمية                                             | لغة إنجليزية                               | اللغة الروسية                           |
| العملة                                                    | دولار أسترالي، جنيه إسترليني، جنيه أسترالي | روبل روسي                               |
| الناتج المحلي الإجمالي (بليون دولار)                      | 1.32 تريليون                               | 1.58 تريليون                            |
| الناتج المحلي الإجمالي (تعادل القوة الشرائية) بليون دولار | 1.10 تريليون                               | 3.69 تريليون                            |
| الناتج المحلي الإجمالي الاسمي للفرد دولار أمريكي          | 56.31 ألف                                  | 9.09 ألف                                |
| الناتج المحلي الإجمالي للفرد دولار أمريكي                 | 45.92 ألف                                  |                                         |
| مؤشر التنمية البشرية                                      | 0.939                                      | 0.798                                   |
| رمز المكالمات الدولي                                      | +61                                        | +7                                      |
| رمز الإنترنت                                              | .au                                        | .ru، .рф، .рус ‏، .su                    |
| المنطقة الزمنية                                           |                                            | Magadan Time ‏، ت ع م+02:00، ت ع م+12:00 |

## مدن متوأمة
في ما يلي قائمة باتفاقيات التوأمة بين مدن أسترالية وروسية:
- ترتبط ملبورن مع سانت بطرسبرغ باتفاقية توأمة منذ 21 يوليو 2004.[30][31]

## منظمات دولية مشتركة
يشترك البلدان في عضوية مجموعة من المنظمات الدولية، منها:
| علم المنظمة | اسم المنظمة                                      | تاريخ انضمام أستراليا | تاريخ انضمام روسيا |
| ----------- | ------------------------------------------------ | --------------------- | ------------------ |
|             | المنظمة الهيدروغرافية الدولية                    | ?                     | ?                  |
|             | مجموعة العشرين                                   | ?                     | 26 سبتمبر 1999     |
|             | منظمة الشرطة الجنائية الدولية                    | ?                     | 27 سبتمبر 1990     |
|             | الاتحاد البريدي العالمي                          | ?                     | ?                  |
|             | منظمة التجارة العالمية                           | ?                     | 22 أغسطس 2012      |
|             | الفريق المعني برصد الأرض                         | ?                     | ?                  |
|             | مجموعة الموردين النوويين                         | ?                     | ?                  |
|             | مؤسسة التنمية الدولية                            | 24 سبتمبر 1960        | 16 يونيو 1992      |
|             | مؤسسة التمويل الدولية                            | 20 يوليو 1956         | 12 أبريل 1993      |
|             | منتدى التعاون الاقتصادي لدول آسيا والمحيط الهادئ | 6 نوفمبر 1989         | 1 نوفمبر 1998      |
|             | منظمة حظر الأسلحة الكيميائية                     | ?                     | ?                  |
|             | الأمم المتحدة                                    | 1 نوفمبر 1945         | 24 أكتوبر 1945     |
|             | الاتحاد الدولي للاتصالات                         | 27 مايو 1878          | 1866               |
|             | البنك الدولي للإنشاء والتعمير                    | 5 أغسطس 1947          | 16 يونيو 1992      |
|             | وكالة ضمان الاستثمار متعدد الأطراف               | 10 فبراير 1999        | 29 ديسمبر 1992     |
|             | نظام تحكم تكنولوجيا القذائف                      | 1990                  | 1995               |
|             | يونسكو                                           | 4 نوفمبر 1946         | 21 أبريل 1954      |
|             | منتدى آسيان الإقليمي ‏                            | ?                     | ?                  |

## أعلام
هذه قائمة لبعض الشخصيات التي تربطها علاقات بالبلدين:
- أرينا روديونوفا (15 ديسمبر 1989 – )
- ألكسندر بروخروف (11 يوليو 1916[40][41] – 8 يناير 2002[40][41])
- أليكس بوبوف (مهندس معماري أسترالي، 3 فبراير 1942 – )
- أناستازيا روديونوفا (12 مايو 1982 – )
- إد بالوبينسكاس (لاعب كرة سلة أسترالي، 17 سبتمبر 1950 – )
- إيرينا بيريزينا (7 يوليو 1965 – )
- تاتيانا غريغورييفا (8 أكتوبر 1975[42] – )
- داريا غافريلوفا (لاعبة كرة مضرب روسية، 5 مارس 1994 – )
- ديفيد كامبل (مغني أسترالي، 6 أغسطس 1973 – )
- ستيفاني كورلو
- كاثرين بيلوف (1973 – )
- كوستيا تسزيو (19 سبتمبر 1969 – )
- كيتي ستيل (مغنية أسترالية، 9 سبتمبر 1983 – )
- لوك ستيل (موسيقي أسترالي، 13 ديسمبر 1979 – )
- نينا يونغ (ممثلة أسترالية، 1966[43] – )

## وصلات خارجية
- موقع وزارة الخارجية الأسترالية
- موقع وزارة الخارجية الروسية